# Патриша Никсън
Телма Катрин „Пат“ Райън Никсън (на английски: Thelma Catherine „Pat“ Ryan Nixon) е съпруга на 37-ия президент на САЩ Ричард Никсън. Първа дама на Съединените американски щати от 1969 до 1974 година.

## Ранни години
Телма Катрин Райън е родена в Или, Невада, през 1912 г. Нейният прякор – „Пат“ – е даден от баща ѝ (Уилям М. Райън-старши) поради раждането ѝ в деня преди празника на Свети Патрик и ирландския произход на двамата. Нейната майка (Катрин Халберщат) е родена близо до Есен, Германия, през 1879 г. Когато се записва в колеж през 1931 г., Телма Райън започва да използва името „Пат“ (и понякога „Патриша“), но не променя законово собственото си име.
Скоро семейството се премества в Лос Анджелис, Калифорния, установявайки се в малка ферма в долината Дайри, сега наричана Черитос. Пат работи във фермата и в местна банка като счетоводителка. Нейните родители умират рано – майката през 1926 г., а бащата, след продължително заболяване – през 1930 г.
След завършване на гимназия през 1929 г. Пат посещава „Фулъртън Колидж“ за кратко. Работи междувременно като рентгенолог, мениджър в аптека, машинописка.
Решена да завърши образованието си, тя се записва в Университета на Южна Калифорния, запазвайки и повечето работи, които върши. Надява се да успее да участва в някоя кинопродукция като актриса. Завършва университета през 1937 година.
Пат е одобрена за преподавател в гимназията на град Уайтиър, Калифорния.

## Брачен живот и семейство
Докато преподава в Уайтиър, Пат Райън се запознава с младия адвокат Ричард Никсън, току-що завършил университета „Дюк“. Срещата става в малка театрална група, която репетира пиесата „Тъмната кула“. Сключват брак на 21 юни 1940 година в „Mission Inn“, Ривърсайт, Калифорния.
Ричард Никсън служи във флота по време на Втората световна война, а тя – като икономист към правителствените служби. През 1946 г. им се ражда дъщеря Патриша, която наричат гальовно Триша. През 1948 г. идва второто дете Джули.
През 1953 година Пат Никсън последва във Вашингтон съпруга си, който печели вота на избирателите, ставайки 36-ия вицепрезидент на САЩ с президента Дуайт Айзенхауер.

## Първа дама на САЩ
Продължава да следва съпруга си при повечето им пътувания. Нейното първо самостоятелно пътуване е в Перу, където посещава пострадалите от разрушителното земетресение в началото на 1970-те години. По-късно пътува и до Африка и Южна Америка като официален представител на президента на САЩ. След Уотъргейт и оставката на Р. Никсън през август 1974 година заменят Белия дом със Сан Клементе, Калифорния.

## Късен живот
Пат Никсън понася много тежко отстраняването на нейния съпруг от президентския пост и през 1976 г. получава удар, последван от друг през 1980 г. Страстна и дългогодишна пушачка, заболява от емфизема, а по-късно - от заболяване на гръбначния стълб.
През декември 1992 г. е приета по спешност в болница с тежки дихателни проблеми. Лекарите установяват, че бившата първа дама има рак на белия дроб. Умира в дома си в Парк Ридж, Ню Джърси в 5:45 сутринта на 22 юни 1993 г., на 81 години, със съпруга и дъщерите до нея, ден след 53-годишнината от сватбата им.
Ричард Никсън умира десет месеца след нея. И двамата са погребани в семейната гробница на Никсън в родното място на президента Йорба Линда, Калифорния.
Епитафията на нейния гроб гласи:
„Дори когато хората не говорят твоя език, те могат да кажат дали носиш любов в сърцето си.“ (Even when people can't speak your language, they can tell if you have love in your heart.)